# Marshall (hrabstwo Rusk)
Marshall – miasto w Stanach Zjednoczonych, w stanie Wisconsin, w hrabstwie Rusk.